# Артроскопія

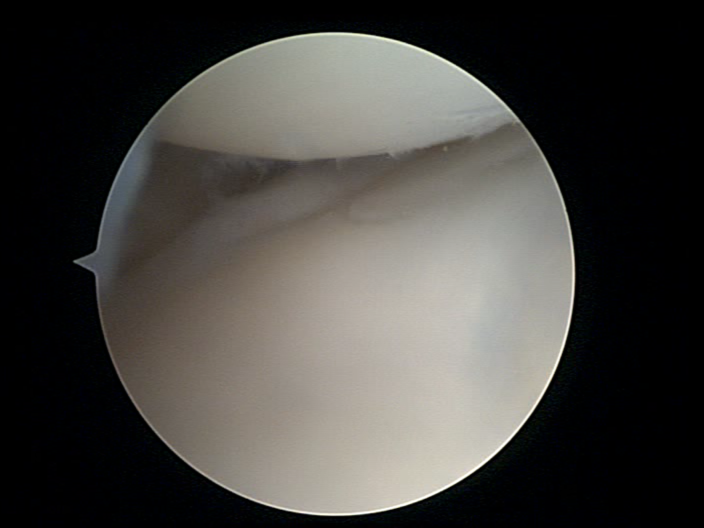
На знімку артроскоп введений в зап'ястя, візуалізовано дві кістки.

Артроскопія (від грец. αρθρον + σκοπέο — суглоб + дивлюся) — мініінвазивна хірургічна маніпуляція, що проводиться з діагностичною та лікувальною метою при захворюваннях суглобів. Виконується з використанням артроскопа. За допомогою артроскопії виконуються мініінвазивні оперативні втручання на суглобах.

## Показання до артроскопії

### Патологія колінного суглоба
- Пошкодження менісків
- Пошкодження передньої та задньої хрестоподібних зв'язок колінного суглоба
- Пошкодження суглобного хрящу
- Розтинаючий остеохондрит
- Наявність вільних внутрішньосуглобових тіл
- Звичний вивих надколінника
- Синовіїти (запалення синовіальної оболонки) неясної причини
- Деформуючий артроз
- Неясні симптоми при пошкодженні або захворюванні суглоба, які потребують уточнення

### Патологія плечового суглоба
- Звичний вивих плеча
- Плечелопатковий периартрит
- Пошкодження ротаторної манжети плеча
- Патологія сухожилку двоголового м'язу плеча
- SLAP-синдром
- Нестабільність плечового суглоба
- Контрактура плечового суглоба
- Наявність вільних внутрішньосуглобових тіл
- Деформуючий артроз

### Патологія ліктьового суглоба
- Деформуючий артроз
- Контрактура ліктьового суглоба
- Наявність вільних внутрішньосуглобових тіл

### Патологія кульшового суглоба
- Пошкодження суглобової губи
- Імпінджмент синдром
- Деформуючий артроз
- Хондроматоз суглоба

### Патологія гомілковостопного суглоба
- Деформуючий артроз
- Пошкодження суглобового хряща
- Розтинаючий остеохондрит
- Наявність вільних внутрішньосуглобових тіл
- Внутрішньосуглобові переломи та їх наслідки
- Контрактура суглоба

### Патологія хребта
- Міжхребцева грижа (ендоскопічна нуклеотомія )
- Викривлення хребта
- Пухлини
- Травма хребта

## Галерея

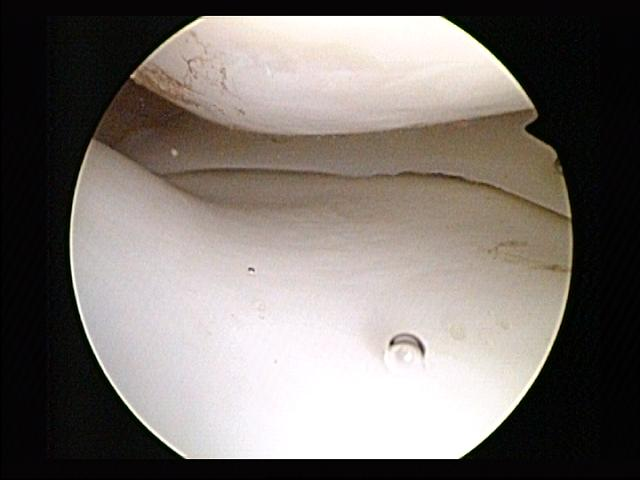
На світлині нормальний медіальний меніск колінного суглоба
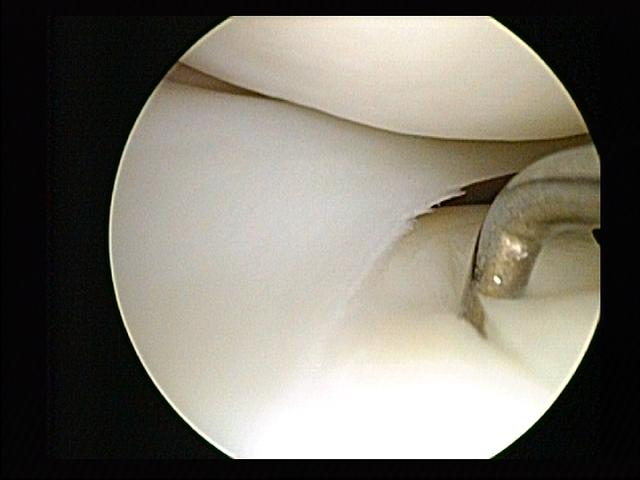
Зображено розрив латерального меніска
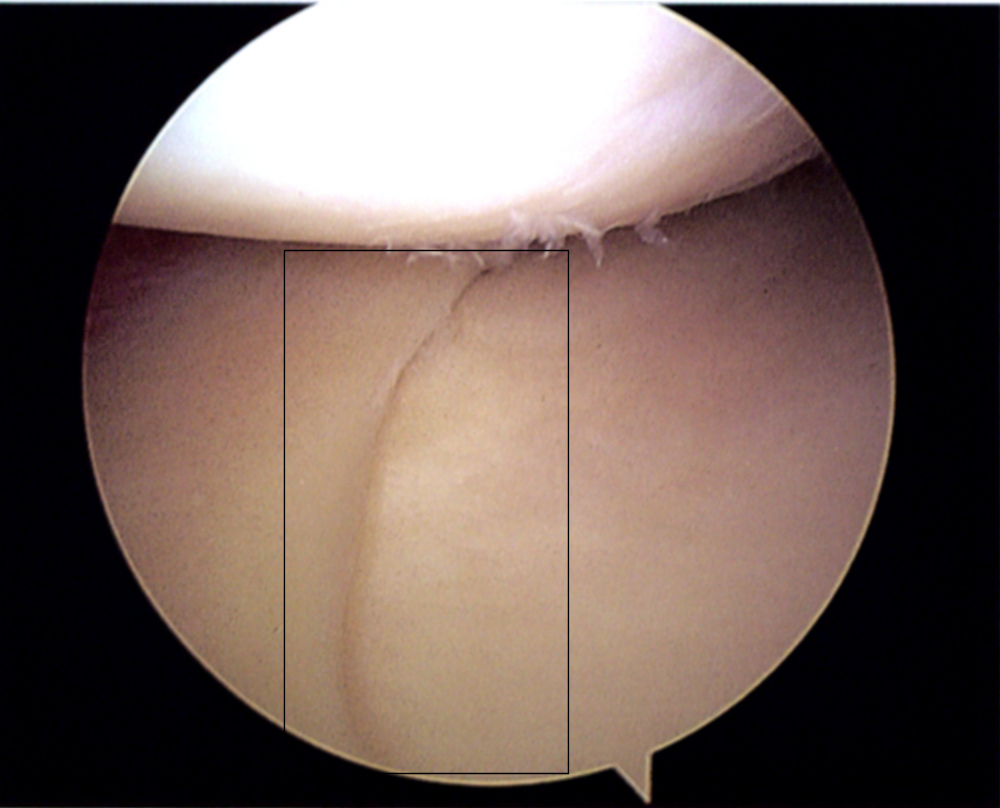
Відновлення структури меніска (виділено латку)
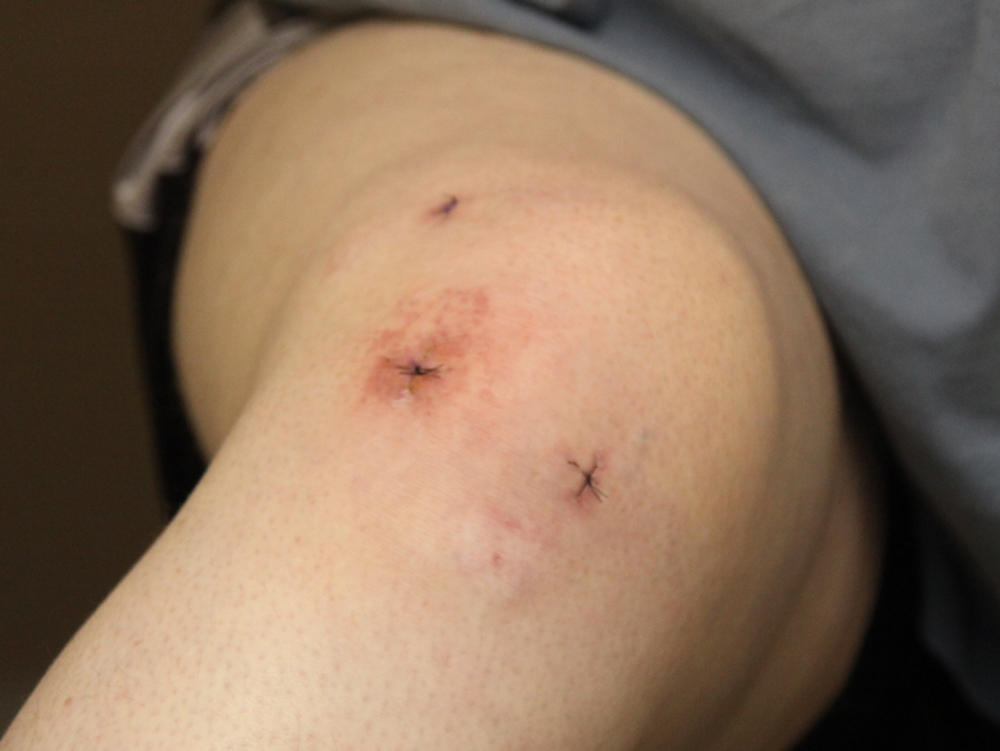
Типові шрами після артроскопії колінного суглоба

### Відео
- (рос.) Как проводится артроскопическая операция?, 2011 на youtube
- Пластика ПХЗ, артроскопія колінного суглобу, 2017 на youtube

| Затискач | Це незавершена стаття з хірургії. Ви можете допомогти проєкту, виправивши або дописавши її. |